# Poveștile lui Aku
Poveștile lui Aku este al treisprezecelea episod al serialului de desene animate Samurai Jack.

## Subiect
Niște copii se joacă de-a Jack și Aku: o fetiță fuge de Aku, speriată, dar apare Jack, se năpustește asupra lui Aku și îl pocnește în cap cu sabia. Copilul Aku protestează: nu mai vrea să fie Aku. Deși, înainte să apară Jack, îi plăcea, acum toți vor să fie Jack și să-l cotonogească!
Aku vede jocul și nu-i place că este luat în râs de copii. Își dă seama că poveștile despre faptele eroice ale lui Jack i-au făcut pe copii să-l idolatrizeze. Aku își propune să devină el însuși erou de poveste, pentru a-l concura pe Jack, așa că îi adună pe copii într-un amfiteatru ca să le spună povești despre presupusele sale fapte de vitejie.
În prima poveste, un dragon care mănâncă planete este înfruntat de un războinic care îl străpunge cu sulița și salvează astfel Pământul. Luptătorul cu pricina nu era altul decât Aku, și de aceea locuitorii planetei l-au făcut regele lor și i s-au închinat pe veci. Copiii rămân împietriți.
A doua poveste este despre o Scufiță Roșie cu sprâncenele în flăcări, întruchiparea lui Aku, care își salvează bunica din burta lupului, după ce îl prăjește pe lup cu razele laser pe care le scoate din ochi și mi ți-l tăvălește bine. Copiii rămân nedumeriți: ei vor o poveste cu Jack. Aku hotărăște să le facă pe plac.
Așa că a treia poveste este despre trei urși care pleacă să se plimbe prin pădure, iar un samurai rău le intră în casă, le mănâncă mâncarea și le distruge casa. Dar copiii știu că Jack nu ar face așa ceva.
Aku se încinge și începe să amestece povești din cele mai variate. Rând pe rând, Jack forțează intrarea în casa celor trei purceluși, apoi le întruchipează pe mașteră și pe fiicele ei din Cenușăreasa, apoi un gigant care storcește o casă făcută din bomboane, apoi un prinț care pupă o broască și broasca îl înghite, apoi Jack cade de pe vrejul de fasole (scenă pentru care are chiar numele potrivit!), apoi este călcat în picioare de o turmă de oi, apoi Motanul Încălțat îi dă un șut în fund, apoi îi cade un cal în cap de la balcon, apoi cântă din flaut și este devorat de un șuvoi de șobolani, pentru ca apoi s-o pățească pe rând de la Spiritul lămpii fermecate, o muscă uriașă, rățușca cea urâtă, o gheată de baschet uriașă în care locuiește o bătrânică, niște șoareci uriași, niște călători într-o barcă, apoi se află în postura lui Wilhelm Tell, dar cu mărul în gură și străpuns de săgeată, apoi în postura unui ou care se rostogolește și se sparge. Copiii nu mai înțeleg nimic.
Aku își pierde răbdarea și le spune ultima poveste. Un vrăjitor atotputernic (Aku) îl distruge pe pateticul samurai o dată pentru totdeauna. După care Aku dispare, mânios.
Dar reuniunea nu ia sfârșit, căci copiii încep să construiască propria lor poveste despre Jack. Jack se cațără pe zidurile unui castel, învinge în luptă un robot mutant și apoi îl înfruntă și îl distruge pe Aku, dar doar după un schimb de replici și câteva momente de concentrare și tensiune dramatică.